# Bercel, Nógrád
Bercel  este un sat în districtul Balassagyarmat, județul Nógrád, Ungaria, având o populație de 1.982 de locuitori (2011). 

## Demografie
Componența etnică a satului Bercel
     Maghiari (92,72%)
     Romi (6,44%)
     Necunoscut (0,25%)
     Alții (0,59%)
Componența confesională a satului Bercel
     Romano-catolici (68,82%)
     Luterani (4,14%)
     Fără religie (3,23%)
     Reformați (1,77%)
     Necunoscută (21,44%)
     Alte religii (1,77%)
Conform recensământului din 2011, satul Bercel avea 1.982 de locuitori. Din punct de vedere etnic, majoritatea locuitorilor (92,72%) erau maghiari, cu o minoritate de romi (6,44%). Apartenența etnică nu este cunoscută în cazul a 0,25% din locuitori.  Din punct de vedere confesional, majoritatea locuitorilor (68,82%) erau romano-catolici, existând și minorități de luterani (4,14%), persoane fără religie (3,23%) și reformați (1,77%). Pentru 21,44% din locuitori nu este cunoscută apartenența confesională.